# Hans Wetterström
Hans Wetterström, né le 11 décembre 1923 à Nyköping et mort le 17 novembre 1980 dans la même ville, est un kayakiste suédois.

## Palmarès

### Jeux olympiques
- Londres 1948 :
  -  Médaille d'or en K-2 10 000 m avec Gunnar Åkerlund.
- Helsinki 1952 :
  -  Médaille d'argent en K-2 10 000 m avec Gunnar Åkerlund.

### Championnats du monde
- Londres 1948 :
  -  Médaille d'or en K-4 1 000 m avec Hans Berglund, Lennart Klingström et Gunnar Åkerlund.
- Copenhague 1950 :
  -  Médaille d'or en K-2 10 000 m avec Gunnar Åkerlund.
  -  Médaille d'argent en K-4 1 000 m avec Sven-Olov Sjödelius, Ebbe Frick et Gunnar Åkerlund.
- Mâcon 1954 :
  -  Médaille d'argent en K-4 10 000 m avec Carl-Gunnar Sundin, Sigvard Johansson et Rolf Fjellmann.